# Fife
Fife, també conegut com a "regió de Fife" o "Regne de Fife" (Kingdom of Fife en anglès) és una de les nou regions d'Escòcia, situada a la costa est, entre el Fiord de Forth (Firth of Forth) i el Fiord de Tay (Firth of Tay), al nord d'Edimburg. El seu nom procedeix del primitiu regne picte de Fib. Fife és la tercera regió més poblada d'Escòcia, amb més de 350.000 habitants. Encara que les tres ciutats més extenses de la regió són Kirkcaldy, Dunfermline i Glenrothes, el lloc més conegut és Saint Andrews, enclavament històric d'importància amb un castell i una catedral medievals (avui en ruïnes), un històric camp de golf (l'Old Course de St Andrews) i la Universitat de St Andrews (una de les universitats més importants del Regne Unit. El circuit de Knockhill també es troba a la regió de Fife.

## Fills il·lustres
- David Wilkie (1785-1841) pintor
- Hugh Blackburn (1823-1909), matemàtic i catedràtic d'universitat